# This Land Is Your Land
This Land Is Your Land is een folklied en een van de bekendste Amerikaanse folksongs. Woody Guthrie schreef de tekst in 1940 op basis van een bestaande melodie bekend van de Carter Family geheten When the World's on Fire als een kritische reactie op God Bless America van Irving Berlin. De liedtekst varieerde in de loop der tijd en was soms, al dan niet openlijk, politiek of communistisch getint. In 1944 nam Guthrie het nummer op en in 1945 werd het uitgebracht. In 1951 werd er auteursrecht op genomen. De eerste professionele uitgave van het lied kwam er in 1956, door Ludlow Music. In 2002 werd This Land Is Your Land, dat ondertussen veelvuldig gecoverd was, onder andere door The New Christy Minstrels, Bob Dylan, Jay and the Americans en Bruce Springsteen, door de Library of Congress aan het National Recording Registry toegevoegd. Pete Seeger zong dit lied bij de inhuldiging van Barack Obama. Bij de huldiging van Joe Biden, in 2021, werd het opnieuw vertolkt door Jenifer Lopez.

## Versie van Trini Lopez
In 1963 kwam er een single uit van This Land is Your Land door de Amerikaanse zanger Trini Lopez.

### Tracklist

#### 7"-single
Reprise 27.043 [nl]
1. This land is your land
2. Cielito Lindo

### Hitnotering
| This land is your land     | This land is your land | This land is your land | This land is your land | This land is your land | This land is your land | This land is your land | This land is your land | This land is your land | This land is your land | This land is your land | This land is your land | This land is your land | This land is your land | This land is your land | This land is your land | This land is your land |
| Hitlijst                   | Datum van binnenkomst  | Week:                  | 1                      | 2                      | 3                      | 4                      | 5                      | 6                      | 7                      | 8                      | 9                      | 10                     | 11                     | 12                     | 13                     |                        |
| -------------------------- | ---------------------- | ---------------------- | ---------------------- | ---------------------- | ---------------------- | ---------------------- | ---------------------- | ---------------------- | ---------------------- | ---------------------- | ---------------------- | ---------------------- | ---------------------- | ---------------------- | ---------------------- | ---------------------- |
| Tijd Voor Teenagers Top 10 | 21 december 1963       | Positie:               | 7                      | 7                      | 4                      | 3                      | 4                      | 5                      | 5                      | 5                      | 2                      | 3                      | 6                      | 7                      | 7                      | uit                    |